# Órmos Skiáthou
Órmos Skiáthou är en vik i Grekland.   Den ligger i regionen Thessalien, i den östra delen av landet, 130 km norr om huvudstaden Aten.